# Walther Kossel
Walther Kossel (ur. 4 stycznia 1888 w Berlinie, zm. 22 maja 1956 w Tybindze) – fizykochemik niemiecki, syn Albrechta Kossela. Wyjaśnił mechanizm powstawania charakterystycznego promieniowania rentgenowskiego. Współtwórca (obok G.N. Lewisa) elektronowej teorii wiązań chemicznych.

## Życiorys
Studiował w Berlinie i Heidelbergu, gdzie się w 1911 doktoryzował u Philippa Renarda. W latach 1911–1920 pracownik uniwersytetu w Monachium, gdzie uzyskał habilitację. W latach 1921–1931 profesor fizyki teoretycznej na uniwersytecie w Kilonii, w roku akademickim 1929/1930 rektor uczelni. W latach 1932–1945 profesor Technische Hochschule Danzig, od 1947 – uniwersytetu w Tybindze. W 1916 opracował teorię wiązania heteropolarnego (wiązanie jonowe). W 1927 sformułował tzw. kinematyczną teorię krystalizacji. W Gdańsku Kossel zajmował się eksperymentalnym badaniem zjawiska interferencji promieniowania rentgenowskiego oraz szybkich elektronów rozpraszanych na monokryształach. Za swoje osiągnięcia w 1944 roku otrzymał Medal Maxa Plancka najwyższe odznaczenie przyznawane przez Niemieckie Towarzystwo Fizyczne.
Anegdota o profesorze Kosselu:
- Profesor fizyki Walther Kossel był niemieckim wykładowcą. Pewnego razu egzaminował w grupie pięciu Polaków i sześciu Niemców. Powiedział wtedy: Panowie, gdybyście wy się zjednoczyli, a nie kłócili - Polacy ze swoją zdolnością i Niemcy z pracowitością - zawojowalibyście świat.